# Podgorița, Tărgoviște
Podgorița (în bulgară Подгорица) este un sat în comuna Tărgoviște, regiunea Tărgoviște,  Bulgaria. 

## Demografie
Componența etnică a satului Podgorița
     Turci (67,1%)
     Nicio identificare (12,28%)
     Bulgari (15,49%)
     Romi (0,87%)
     Altele (4,23%)
La recensământul din 2011, populația satului Podgorița era de 684 locuitori. Din punct de vedere etnic, majoritatea locuitorilor (67,1%) erau turci, cu o minoritate de bulgari (15,49%). Pentru 12,28% din locuitori nu este cunoscută apartenența etnică.